# Карликовий гримучник ланцюговий
Карликовий гримучник ланцюговий (Sistrurus catenatus) — отруйна змія з роду карликовий гримучник родини гадюкових. Має 3 підвиди. Інша назва «масасауга».

## Опис
Загальна довжина коливається від 75 см до 1 м. Голова пласка трикутна. Тулуб кремезний. Хвіст короткий. Забарвлення коричневе, сіре, сірувато-буре з округлими темними або бордовими плямами уздовж спини, обведеними світлою облямівкою. Зустрічаються меланісти.

## Спосіб життя
Полюбляє болотисті місцини, луки, прерії. Активний уночі. Харчується дрібними гризунами, рідше жабами й птахами.
Це яйцеживородна змія. Самиця народжує від 5 до 13 дитинчат.

## Отруйність
Отрута має гемотоксичну властивість. Укус хворобливий, супроводжується як місцевими явищами (пухлина, крововилив), так і ураженням нервових центрів, нудотою, проте смертні випадки не відомі.

## Розповсюдження
Мешкає у провінції Онтаріо (Канада), у штатах Нью-Йорк, Огайо, Мічиган, Вісконсин, Іллінойс, Індіана, Пенсільванія, Айова, Місурі, Небраска, Канзас, Оклахома, Техас, Колорадо, Аризона, Нью-Мексико (Сполучені Штати Америки), у штатах Чіуауа, Тамауліпас (Мексика).

## Підвиди
- Sistrurus catenatus catenatus
- Sistrurus catenatus edwardsi
- Sistrurus catenatus tergeminus